# Aedes celebicus
Aedes celebicus är en tvåvingeart som beskrevs av Mattingly 1959. Aedes celebicus ingår i släktet Aedes och familjen stickmyggor. Inga underarter finns listade i Catalogue of Life.